# State of Decay 3
State of Decay 3 é o próximo jogo eletrônico de sobrevivência zumbi de mundo aberto desenvolvido pela Undead Labs e publicado pela Xbox Game Studios. É uma continuação do jogo eletrônico State of Decay 2 de 2018. O jogo foi revelado durante o Xbox Games Showcase de julho de 2020, sem data ou janela de lançamento.
O diretor de animação do estúdio, Simon Sherr, anunciou indiretamente, por meio do seu perfil em uma rede social, que a equipe estaria mudando-se para uma sede na Flórida, em Orlando. Além disso, a Undead Labs está trabalhando com a tecnologia da Unreal Engine 5 para desenvolver o novo State of Decay.